# Benigno Lema Mejuto
Benigno Lema Mejuto (Vigo, 12 de setembre de 1964), és un exfutbolista i entrenador gallec.

## Trajectòria
Lema va començar a destacar com a jove defensa en el club de la seua ciutat natal, el Celta de Vigo. Debuta a Primera la 82/83, jugant un partit. Amb els viguesos, Lema juga tant a la Primera com a la Segona Divisió, i quan retorna a la màxima categoria, la 85/86, ja ho fa com a titular.
Passa posteriorment al RCD Mallorca, amb qui jugaria només tres partits a la màxima divisió a la campanya 87/88. Després jugaria en Segona amb el CD Tenerife, RCD Espanyol i el Rayo Vallecano, al qual arriba el 1990.
Amb els rayistes passaria la seua millor època, fins a la seua retirada el 1996. Va acompanyar als vallecans quatre anys a la màxima divisió, però mai es va fer un lloc en l'onze titular. En canvi, la temporada 94/95, en la qual van jugar la Segona Divisió, va aparèixer en 33 partits. En tota la seua carrera, Lema va jugar 76 partits en Primera, amb un gol.

### Com entrenador
Com a tècnic, Nino Lema ha entrenat al CD Ciempozuelos i també al Torrellano CF, Santa Pola CF, Pego CF i FC Jove Espanyol, tots ells en les comarques meridionals del País Valencià, en la Tercera Divisió Espanyola. La temporada 2007/2008 va dirigir al CD Denia, en Segona Divisió B.
Després de poc més d'un mes en el càrrec, va ser destituït en l'Alacant CF el 7 de desembre de 2008. El seu lloc en la banqueta el va ocupar Manolo Jiménez González, que es va convertir en el quart entrenador de l'equip aquesta temporada. Després de la seva destitució va afirmar: "si ho sé, no fitxo per l'Alacant".
Lema, des de fa diversos anys ve ocupant labors de docència per als aspirants a entrenador de futbol de la Federació Valenciana de Futbol en la seva Delegació d'Alacant.